# Beniparrell
Beniparrell ist eine Gemeinde (Municipio) mit 2.091 Einwohnern (Stand: 2024) in der spanischen Provinz Valencia. Sie befindet sich in der Comarca Huerta Sur. 

## Geografie
Beniparrell liegt etwa zehn Kilometer südsüdwestlich vom Stadtzentrum Valencias in einer Höhe von 20 m. Der östliche Teil der Gemeinde liegt im Parc Natural de l’Albufera de València. 

## Demografie
| 1900 | 1930 | 1950 | 1970 | 1981 | 1991 | 2001 | 2011 | 2021 |
| ---- | ---- | ---- | ---- | ---- | ---- | ---- | ---- | ---- |
| 503  | 748  | 901  | 1044 | 1321 | 1359 | 1633 | 1996 | 2024 |

## Sehenswürdigkeiten
- Barbarakirche (Iglesia de Santa Bárbara)
- Karmelitenkonvent

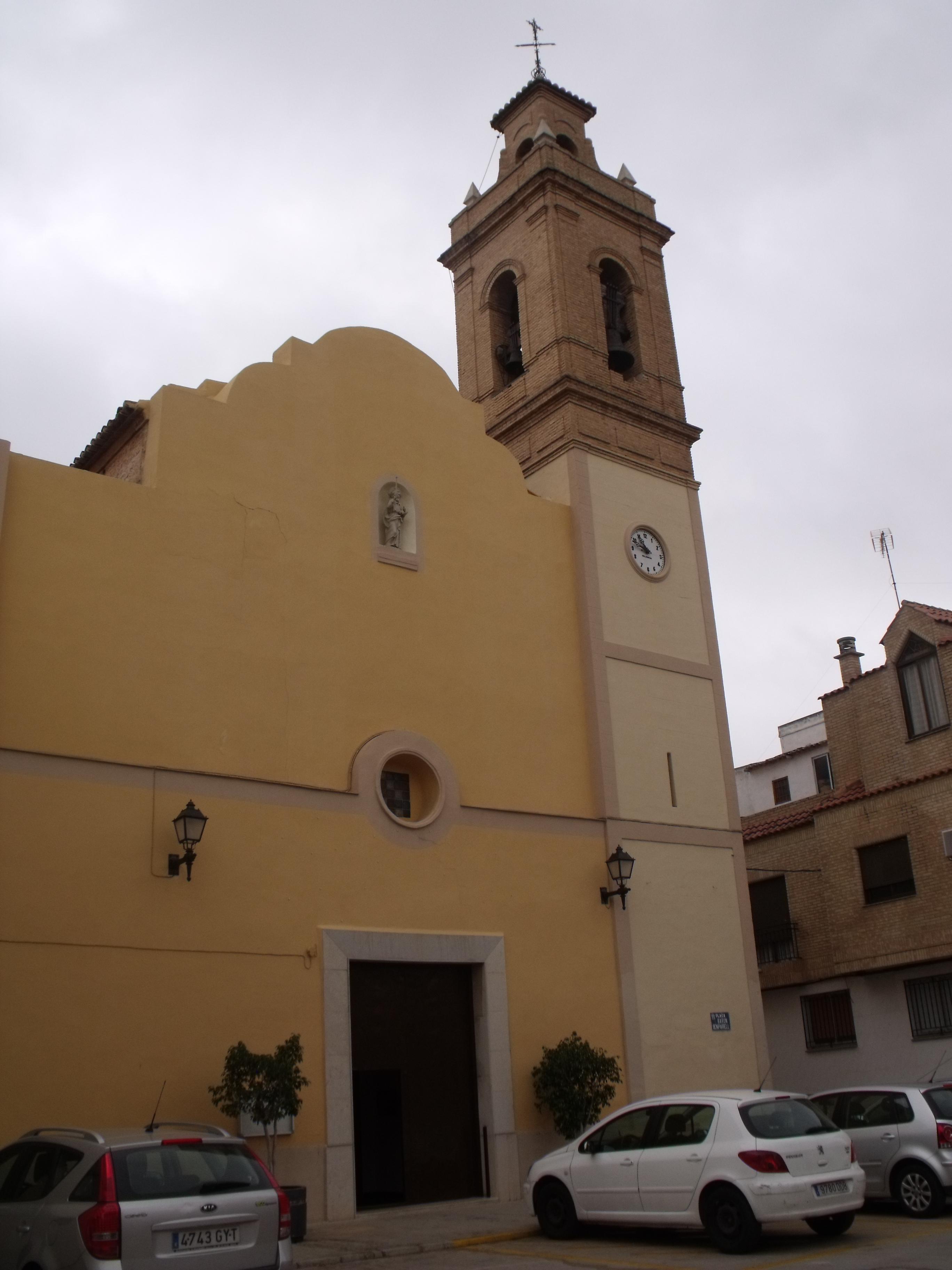
Barbarakirche
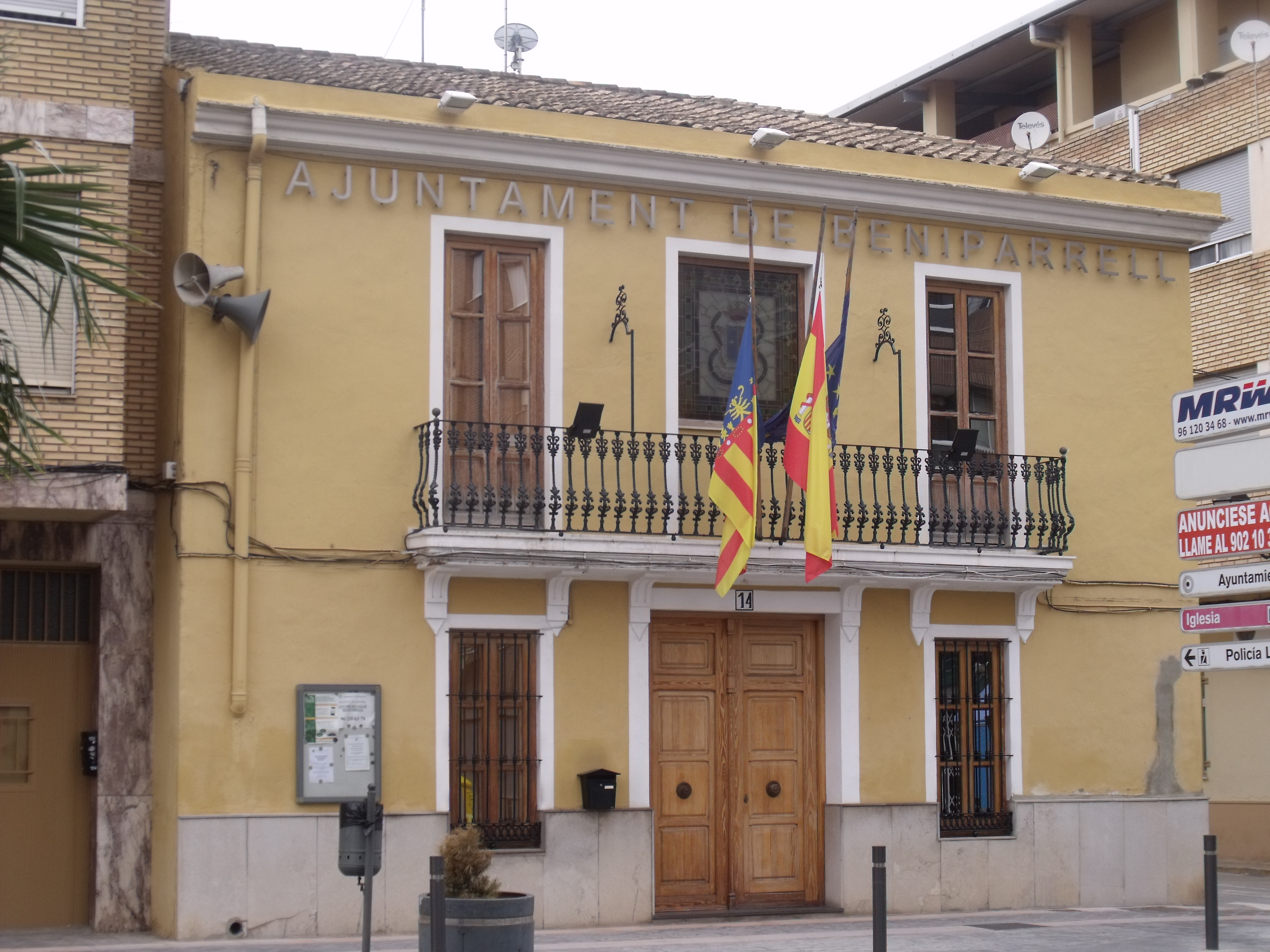
Rathaus